# Phyllis Avery
Phyllis Avery (* 14. November 1922 in New York City; † 19. Mai 2011 in Los Angeles, Kalifornien) war eine US-amerikanische Schauspielerin.

## Leben
Phyllis Avery wurde als Tochter des US-amerikanischen Theaterschriftstellers und Drehbuchautors Stephen Morehouse Avery und dessen Frau Evelyn Martine Avery geboren. Sie wuchs in Frankreich und Los Angeles auf.
Avery absolvierte eine Schauspielausbildung an der American Academy of Dramatic Arts in New York. Ihr Broadway-Debüt hatte sie zuvor bereits im Mai 1937 gegeben, mit der Rolle der Goldie in dem Musical Orchids Preferred. 1940/1941 trat sie am Broadway in der erfolgreichen Komödie Charleys Tante auf. Sie spielte an der Seite von José Ferrer die Rolle der Amy Spettigue, eines der jungen naiven Mädchen. Von November 1943 bis Mai 1944 spielte sie am Broadway in dem musikalischen Theaterstück Winged Victory von Moss Hart, einer Produktion der US Army Air Forces, in über 200 Vorstellungen die Rolle der Dorothy Ross. Einer ihrer Partner war der Schauspieler Don Taylor, den Avery später heiratete.
Ihr Filmdebüt gab Avery 1951 mit der Rolle des jungen Mädchens Marjorie in der Filmkomödie Queen for a Day. 1952 spielte sie die Rolle der Tracy McAuliffe, die Ehefrau der von Charlton Heston verkörperten Filmfigur Boake Tackman, in dem MGM-Filmdrama Ruby Gentry. 1956 gehörte sie neben Gordon MacRae, Ernest Borgnine und Dan Dailey zur Besetzung des Musicals Fanfaren der Freude, einer Filmbiografie über drei Komponisten. Sie verkörperte Margaret Henderson, die Frau des Musiklehrers und Komponisten Ray Henderson.
Trotz einiger weiterer Filmrollen arbeitete Avery seit den 1950er Jahren vor allem als Fernsehdarstellerin. Sie war in durchgehenden Serienrollen, Episodenrollen und Gastrollen in insgesamt über 40 Fernsehserien zu sehen. Von 1953 bis 1955 verkörperte sie als Professorengattin Peggy McNutley die Ehefrau von Ray Milland in der US-amerikanischen Sitcom Meet Mr. McNutley. Von 1960 bis 1962 übernahm sie die Rolle der Anne Shelby in der Seifenoper The Clear Horizon; sie spielte darin die Frau eines in Cape Canaveral stationierten US-Astronauten, die sich zu einem anderen Mann hingezogen fühlt.
Sie hatte unter anderem Auftritte in den Fernsehserien Richard Diamond, Privatdetektiv (1957–1959), Perry Mason (1958; 1961), Westlich von Santa Fé (1959), Tausend Meilen Staub (1959), Peter Gunn (1960), Am Fuß der blauen Berge (1960; 1963), Die Leute von der Shiloh Ranch (1963), Dr. Kildare (1963), Daniel Boone (1967), All in The Family (1973), Drei Engel für Charlie (1977) und Baretta (1978).
Ende der 1970er Jahre beendete Avery ihre Laufbahn als Schauspielerin. Für einige sporadische Film- und Fernsehrollen kehrte sie in den 1990er Jahren nochmals vor die Kamera zurück, unter anderem für die Filmkomödie Made in America und die Comedy-Serie Coach.
Avery war seit den 1960er Jahren in Los Angeles und Umgebung als Immobilienmaklerin tätig.

## Privates
Avery heiratete 1944 den Schauspieler Don Taylor, den sie bei der Broadway-Produktion Winged Victory kennengelernt hatte; die Ehe wurde 1955 wieder geschieden. Aus der Ehe gingen zwei Töchter hervor.
Avery starb im Alter von 88 Jahren in ihrem Haus in Los Angeles an Herzversagen.

## Filmografie (Auswahl)
- 1951: Queen for a Day
- 1952: Wildes Blut (Ruby Gentry)
- 1953–1955: Meet Mr. McNutley (Fernsehserie, 76 Folgen)
- 1956: Fanfaren der Freude (The Best Things in Life Are Free)
- 1957–1959: Richard Diamond, Privatdetektiv (Richard Diamond, Private Detective; Fernsehserie, 3 Folgen)
- 1958/1961: Perry Mason (Fernsehserie, 2 Folgen)
- 1959: Tausend Meilen Staub (Cowboys; Fernsehserie, 1 Folge)
- 1959: Westlich von Santa Fé (The Rifleman; Fernsehserie, 1 Folge)
- 1960: Peter Gunn (Fernsehserie, 1 Folge)
- 1960–1962: The Clear Horizon (Fernsehserie, Seifenoper)
- 1960–1963: Am Fuß der blauen Berge (Laramie) (Fernsehserie, 2 Folgen)
- 1963: Die Leute von der Shiloh Ranch (The Virginian; Fernsehserie, 1 Folge)
- 1963: Dr. Kildare (Fernsehserie, 1 Folge)
- 1967: Daniel Boone (Fernsehserie, 1 Folge)
- 1973: All in The Family (Fernsehserie, 1 Folge)
- 1977: Drei Engel für Charlie (Charlie’s Angels; Fernsehserie, Folge: Der Killer mit der Katze)
- 1978: Baretta (Fernsehserie, 1 Folge)
- 1993: Made in America
- 1995: Mit Herz und Scherz (Coach; Fernsehserie, 1 Folge)
- 1999: The Secret Life of Girls